# Sangro
El Sangro és un riu del centre d'Itàlia. El seu nom antic era Sagrus, Sagros o Isagros, en grec: Ισαγρος.
Neix al bell mig del Parc Nacional dels Abruzzos, prop de Pescasseroli, a les muntanyes dels Apenins. Flueix al sud-est passant per Pescasseroli, Opi i Villetta Barrea i desemboca al llac artificial Lago di Barrea. Després flueix al nord-est per Alfedena, Castel di Sangro, Ateleta, Quadri i Villa Santa Maria, abans de desembocar al Lago di Bomba. Des d'allà flueix al nord-est, s'uneix amb l'Aventino i des d'allí desemboca a la mar Adriàtica al sud de Punta Cavalluccio.
Els afluents de l'esquerra són el Vallone del Raso, Vallone Spuria, el Aventino, el torrent Gogna, el barranc Laio, el torrent Parello, el Vallone Visceglie i el Vallone Retoso; a la dreta els torrents Appello, Pianetto, Turcano, Verde di Borrello, Fondillo i Scerto, els rius Torto i Zìttola, el torrent Molinaro i el riu de San Pietro Avellana.
Estrabó diu que feia frontera entre els territoris dels frentans i dels pelignes, però segurament és un error, ja que els pelignes no van arribar mai a la costa. Claudi Ptolemeu (que l'anomena Σαρος) diu que a les muntanyes on naixia el riu hi habitaven els caracens, una tribu samnita.